# Erythrina perrieri
Erythrina perrieri é uma espécie vegetal da família Fabaceae. Apenas pode ser encontrada em Madagáscar.